# Кысыл-Юрюйя
Кысы́л-Юрюйя́ (якут. Кыһыл Үрүйэ) — село в Хангаласском улусе Республики Саха (Якутия) России. Входит в состав Качикатского наслега.

## География
Село находится на юге центральной части Якутии, на правом берегу реки Лены, на расстоянии примерно 7 км (по прямой) к югу от города Покровска, административного центра улуса.
Климат
Климат характеризуется как резко континентальный. Средняя температура воздуха самого тёплого месяца (июля) составляет 19 °C; самого холодного (января) — −40 °C. Среднегодовое количество атмосферных осадков составляет 200—350 мм.
Часовой пояс
Село Кысыл-Юрюйя находится в часовой зоне МСК+6. Смещение применяемого времени относительно UTC составляет +9:00.

## Население
| 2002 | 2010 | 2021 |
| ---- | ---- | ---- |
| 273  | ↘270 | ↘231 |

Половой состав
По данным Всероссийской переписи населения 2010 года в гендерной структуре населения мужчины составляли 50,4 %, женщины — соответственно 49,6 %.
Национальный состав
Согласно результатам переписи 2002 года, в национальной структуре населения якуты составляли 98 % из 273 чел.

## Улицы
| - ул. им. Егорова, - ул. им. Ларионова, | - ул. им. Покатилова, - ул. Кыстык. |